# 凱格爾峽谷 (加利福尼亞州)
凱格爾峽谷（英語：Kagle Canyon）是位於美國加利福尼亞州洛杉磯縣的一個非建制地區。該地的面積和人口皆未知。

## 地理
凱格爾峽谷的座標為34°17′18″N 118°22′34″W / 34.28833°N 118.37611°W，而該地的平均海拔高度為390米（即1283英尺）。